# Baixa Verde (tiểu vùng)
Baixa Verde là một tiểu vùng thuộc bang Rio Grande do Norte, Brasil. Tiều vùng này có diện tích 1957 km², dân số năm 2007 là 56663 người.